# Аккайнарський сільський округ (Катон-Карагайський район)
Аккайна́рський сільський округ (каз. Аққайнар ауылдық округі, рос. Аккайнарский сельский округ) — адміністративна одиниця у складі Катон-Карагайського району Східноказахстанської області Казахстану. Адміністративний центр — село Аккайнар.
Населення — 1315 осіб (2021; 1978 у 2009, 2913 у 1999, 3401 у 1989).
Станом на 1989 рік існувала Черновинська сільська рада (села Верхберезовка, Кизилжулдиз, Паркове, Чернове). До 2009 року округ називався Черновинським.

## Склад
До складу округу входять такі населені пункти:
| Населений пункт   | Старі назви   | Населення, осіб (1989) | Населення, осіб (1999) | Населення, осіб (2009) | Населення, осіб (2021) |
| ----------------- | ------------- | ---------------------- | ---------------------- | ---------------------- | ---------------------- |
| Аккайнар, село    | Чернове       | 1792                   | 1526                   | 1076                   | 811                    |
| Акмарал, село     | Паркове       | 290                    | 281                    | 228                    | 107                    |
| Кайинди, село     | Верхберезовка | 668                    | 576                    | 328                    | 199                    |
| Кизилжулдиз, село | -             | 651                    | 530                    | 346                    | 198                    |